# Кларк (Луизијана)
Кларк (енгл. Clarks) град је у америчкој савезној држави Луизијана.

## Демографија
По попису из 2010. године број становника је 1.017, што је 54 (-5,0%) становника мање него 2000. године.
| Група             | 2000.       | 2010.       |
| Белци             | 515 (48,1%) | 517 (50,8%) |
| Афроамериканци    | 513 (47,9%) | 471 (46,3%) |
| Азијати           | 1 (0,1%)    | 3 (0,3%)    |
| Хиспаноамериканци | 24 (2,2%)   | 19 (1,9%)   |
| Укупно            | 1.071       | 1.017       |